# Нова ґенерація
«Нова́ ґенера́ція» — назва журналу і групи українських футуристів. Журнал «лівої формації мистецтв» виходив щомісячно з жовтня 1927 до грудня 1930 року в Харкові під редакцією Михайля Семенка. 

## Історія утворення
«Нова ґенерація» утворилась не зразу. Це була п'ята спроба Михайля Семенка заснувати футуристське періодичне видання. Але без попередніх альманахів та журналів цілісний контекст буде порушений, тому слід розглянути те, що відбувалось перед створенням журналу.
З 1922 року в Харкові й Києві діяла Асоціація панфутуристів (Аспанфут) на чолі з беззмінним лідером і теоретиком М. Семенко. У своїх деклараціях, маніфестах, платформах, які друкувалися в збірниках «Семафор у майбутнє», «Катафалк мистецтва» (1922), проголошувала кінець «буржуазного мистецтва», деструкцію як «мистецтво перехідного періоду», після якої настане час для синтезу, для створення іншого мистецтва, яке буде поєднувати в собі вправність, майстерність і мегамистецтво. Через деякий час Аспанфут перейменувався в АСКК, тобто Асоціацію комуністичної культури, що діяла в 1924–1925 (збірник «Гонг Комункульту», «Гольфштром» — 1925). Того ж 1925 року пішла на об'єднання з літорганізацією «Гарт».
«Нова ґенерація» утворилася в 1927 в Харкові, Києві та Одесі навколо журналу з однойменною назвою. Перший номер журналу «лівої формації мистецтв» вийшов в жовтні 1927 року в Харкові під редакцією Михайля Семенка. Навколо журналу організувалася, як тоді говорили, «лівоінтелігентська» «дрібнобуржуазна» група письменників (Ґео Шкурупій, Дмитро Бузько, Леонід Скрипник, Олексій Полторацький, Олекса Влизько, Володимир Коряк, Андрій Михайлюк, Володимир Гаряїв; художники: Вадим Меллер, Анатолій Петрицький, та ін.).
«Нова ґенерація» — найзбитковіше періодичне видання у ДВУ. Але завдяки сталому державному фінансуванню, що для органа лівого мистецтва було вперше, журнал проіснував більше як три роки — з жовтня 1927 до грудня 1930 року. Всього вийшло 36 номерів «Нової ґенерації», із яких три здвоєні (1930, № 6/7, 8/9, 11/12). Було також два спеціальні випуски: виробничий (1927, № 3) і архітектурний (1928, № 2).

## Унікальність журналу
Часопис не тільки консолідував головні «ліві» сили вітчизняної культури, підтримував постійну полеміку з іншими художніми спрямуваннями, але й найбільш послідовно вибудовував свою модель мистецтва, що в дусі авангарду відкидала попередній досвід та пропонувала новий суспільно-культурний проєкт на засадах ідей футуризму, конструктивізму, виробничого мистецтва та інших новаторських напрямів. У цьому плані (якщо в другій половині 1920-х років, коли авангардний рух у Європі загалом почав згасати, а в Росії переживав невідповідність своїх пропозицій новим суспільним реаліям радянської дійсності) в Україні його ідеї набували певної творчої наснаги, рупором та ґенератором яких значною мірою і виступала «Нова ґенерація». 
«Нова ґенерація» мала і особливий дизайн, створення якого було не випадковістю та спричинене бажанням створити український журнал на рівні кращих світових зразків. 
Особливість журналу — широка та розмаїта структура, якою прагнули охопити всі напрями художньо-культурного життя: літературу, теорію мистецтва, огляди та передруки з іноземних видань, статті про театр, кіно, фотографію, архітектуру, образотворче мистецтво.

## Нова ґенерація— об'єднання футуристів
Це була третя спроба об'єднання груп «лівого фронту» мистецтва, очолюване М. Семенко. Постала у 1927 році в Харкові, мала філії в Одесі та Києві.
«Нова ґенерація» не визнавала класичної спадщини, а дотримувалася «некрофільських» гасел «смерті мистецтва», які тлумачила як «універсальну установку». Художній практиці її представників була притаманна запозичена у російського ЛЕФу «функціональна поезія», «література факту», що полягала в руйнуванні емоційного образу сутності лірики, позбавленні її ознак психологізму. Художня практика її представників концентрувалася навколо агітаційно-пропагандистських жанрів, що обслуговували потреби офіційної ідеології.
У новій декларації «Платформа й оточення лівих» проголошували боротьбу з «національною обмеженістю», «назадництвом». Орієнтація була направлена на платформу аванґардизму, інтернаціоналізму, пошуки союзників у Всеукраїнській спілці пролетарських письменників (ВУСПП), «Молодняку», «Березолі», опонентів — у ВАПЛІТЕ та серед «неокласиків».

## Відповідальні особи
Редакцію очолив сам метр українських футуристів Михайль Семенко — він був відповідальним редактором увесь час існування журналу. Завідувачем редакції до 1930 року працював фотограф і дизайнер Дан Сотник, після нього Сергій Войнілович. Секретарі редакції мінялися часто, були це переважно нові кадри в таборі панфутуристів: актор і письменник Євген Яворовський (1928), теоретик футуризму, кінознавець і журналіст Олексій Полторацький, поети Віктор Вер (1929), Іван Маловічко (1929–1930), Петро Мельник (1930). Художнім оформленням «Нової ґенерації» (керівництво оформленням, редакція фото і репродукцій) завідували митці Вадим Меллер, Дан Сотник (1928–1929), Анатоль Петрицький.